# Kadirapura, Chintamani
Kadirapura là một làng thuộc tehsil Chintamani, huyện Chikkaballapur, bang Karnataka, Ấn Độ.